# 天狗の台所
『天狗の台所』（てんぐのだいどころ）は、田中相による日本の漫画作品。『月刊アフタヌーン』（講談社）にて、2021年11月号から連載中。
ニューヨーク育ちの14歳の天狗の末裔オンが、天狗の家系は14歳の1年間、世俗を離れて隠遁生活を送るというしきたりを守るため、日本で暮らす兄の飯綱基と送る同居生活の様子が描かれる。
2023年6月には、重版を記念してPVが公開されている。
2023年10月期にBS-TBS・BS-TBS4Kの「木曜ドラマ23」枠にてテレビドラマが放送された。2024年10月期に続編を同局の「火曜ドラマ9」枠で放送された。

## あらすじ
ニューヨーク在住の少年・オンは14歳の誕生日目前に両親から、自分が天狗の子孫であること、「14の歳は人目につかず生きよ」というしきたりがあると知らされる。一人来日したオンは一度も会ったことがない兄の飯綱基を訪ねる。基は東京都内の田舎の農家で14歳のときから隠遁生活をしていた。オンは文明から離れ、農作業や手作りの食事を基から教えられ日々を過ごすことになった。
オンが足を痛めて病院に行ったことが、隠遁の掟を破ったと天狗会連盟で問題になる。オン、基、愛宕有意は京都の愛宕本家の当代愛宕慈雨のもとで「天狗まつり」を手伝うことになる。天狗まつりでオンは比良山珠緒と「鳥舞」を、基は「天狗舞」を披露。不仲だった有意と慈雨も和解する。
隠遁生活も終わりに近づいたころ、先代の飯綱式子がフランスから帰国する。9月12日の誕生日、オンの背中に小さな翼が生える。オンは考えた末、もう1年基と暮らすと決める。

## 登場人物
声の項はPVの声優。
オン
声 - 斉藤壮馬
本作の主人公。ニューヨークで暮らす少年。14歳。9月12日生まれ。突然自分が天狗の末裔と知らされ、14歳の1年間、世俗を離れ隠遁生活を送るという天狗のしきたりを守るため、兄の基がいる日本にやってくる。明るく好奇心旺盛な少年。犬のむぎの言葉がわかるが、15歳過ぎるとわからなくなると聞いてショックを受ける。
人の話を聞かず、思ったことをハッキリと口にしてしまう悪癖がありよく他者と衝突するがその分和解も早く、当初は険悪だった珠緒や慈雨とも打ち解けている。
フキノトウを採りに行って足を滑らせ捻挫。その後背中に羽根のような紋様が出る。京都の愛宕家の天狗まつりから帰ったあと発熱。熱が下がり15歳の誕生日を迎えた日に背中に小さな羽が生えているのが判明。もう1年日本に残ると決める。基とは永らく離れて暮らしていたこともあって接し方を計り兼ねており、人との会話でも「あの人」と呼んでいたが捻挫の件を切っ掛けに「兄ちゃん」と呼ぶようになった。
飯綱 基（いづな もとい）
声 - 梅原裕一郎
オンの兄。29歳。日々の食と素朴な暮らしに関心を寄せる。本人曰く「無類の食いしん坊」。天狗の末裔でも珍しい、羽が背中に生えている。インターネットをテレビ電話と呼び、スマートフォンの表裏が分からない程の重度の機械音痴だが、身体能力は高い。天狗の飯綱家の当代。現在でもむぎの言葉がわかる。14歳で来日し隠遁生活を終える1か月前に突如高熱を出し、背中に羽が生えた。天狗会連盟が京都で保護しようとしたが、式子の後押しで断り、両親のいるニューヨークにも帰らず、式子の跡継ぎとなった。弟が産まれたとき一時渡米。赤ん坊を抱いたときに頭に浮かんだ「唵（おん、サンスクリット語で神に呼びかける聖なる言葉）」からオンと名付けた。
愛宕 有意（あたご ゆい）
基の友人で天狗の愛宕家の末裔。祖父の連太郎は京都の天狗会連盟会長。基と同じ時期に式子のもとで隠遁生活を送った。
本業はサラリーマンで「IT系エンタメのマネジメント」。オンが来日する前、飯綱家にWi-Fiを設置した。機械音痴で電話やメールでも中々連絡がつかない基を心配して時々様子を見に来る。
兄の慈雨や京都の本家とは距離を置いていたが、天狗まつりを手伝ったことで和解する。
飯綱 式子（いづな しきこ）
先代の飯綱当代。天狗の子供たちの14歳の隠遁生活の世話をしていた。天狗会連盟が羽の生えた基を引き取りたがったとき「我々種族の斜陽に子どもをつきあわせるな」と反対し、基を守った。
オンは故人だと思っていたが、基に当代を譲ったあとフランスに移住しており、時々帰国している。
むぎ
基と暮らす白い大型犬。その昔狗賓の母と犬が交わって産まれた存在で、不吉な存在として同族から処分されそうになっていた所を飯綱家の初代が引き取った。
長命な存在で基と有意が隠遁生活をしていたころから飯綱家で飼われており、数百年に渡り飯綱家に来る天狗の子たちを見守っている。
オンに対しては若干ドライに接しており、マイペースな基に代わりオンのお目付け役のような立場を取っている。
一乃・飯綱・ウィルソン（いちの いづな）
式子の娘で基とオンの母。ニューヨークで人権派の弁護士として仕事をしている。
飯綱家の天狗の血を引いてはいるが天狗会連盟のことを好く思ってはおらず、当初はオンの隠遁生活に関しても無視を決め込むつもりでいたが事情により止むを得ずオンを日本へと送り出した。
庭仕事はしないと決めており来日した際も代掻きを手伝わされた翌日には友人の元へ逃亡している。また料理もしない主義だが唯一好物のチェリーパイだけは自分で作っている。
基とオンにはニューヨークに帰ってきて欲しいと思っているが、日本に留まる二人の意思を尊重している。
式子とは顔を合わせると衝突し一見して親子仲が悪いように見られるが実は度々連絡を取っては食料品や調味料を送り合っており、基からは親子というよりは気が合う悪友と称されている。
エリス・ウィルソン
一乃の夫で基とオンの父。一乃と共にニューヨークで暮らしている。
日本語が流暢で朗らかな男性だが、その実泣き虫であり基やオンと離れて暮らさなければならない事に関してよく泣いている。
オンが隠遁明け以降も日本で暮らすと決めた際には電話越しに大泣きしたが、来日した際には一乃同様に子供達の考えを尊重する事を伝えた。
比良山 珠緒（ひらやま たまお）
15歳。滋賀県の比良山次郎坊の末裔。オンの来る前年に基の元で隠遁生活をしていた。
眼鏡をかけた生真面目な少女。基を「基兄様」と呼び「推し」として尊敬しており、オンをライバル視する。むぎの言葉がわからなくなったことを寂しく思っている。
京都の天狗まつりでオンと「鳥舞」を披露する。
愛宕 慈雨（あたご じう）
京都の愛宕家当代。有意の4歳上の兄。オンが捻挫して病院に行ったことが隠遁のしきたりを破ったとして、愛宕家で再修行するか天狗まつりに参加するかどちらか選ぶよう迫った。

## 作風
本作の読者であるよしながふみによると、本作は「出てくる食べ物がみんな美味しそう」で、犬のむぎが可愛いが、「どこかちょっと切ない感じ」に描かれている。1年という区切りだけでなく、作物を育てるため、ストーリーには生と死が登場する。しかし「別に悲しいことが起こってるわけじゃない、とっても幸せ」に描かれているが、「終わりの予感があるからなんとも切な」いと話している。本作は五十嵐大介の『リトル・フォレスト』などを連想させるようにリアルに描かれている。
五十嵐大によると、調理の場面が本作の見所のひとつである。美しく描きこまれた画面と、「派手ではないものの、どれも美味しそう」な料理が相まって、「自然のなかで生きる彼らの暮らしを間近で覗き見しているかのような心持ちになる」ような作品となっている。五十嵐は「そもそも天狗の末裔とはなんなのか」が明らかとなる部分が、もうひとつの見所かもしれないと話している。

## 制作背景
作者の田中によると「大人になる……オンの成長の話にしたい」と考え、制作されている。当初、魔女のような男性を描きたいと考えた田中は、「魔女の概念を日本の男の人に置き換えたたら……天狗かな？」と思い、天狗の話になった。天狗に関連する書籍や山伏についての書籍などを読み、Google マップで四十八天狗の在所の山をチェックし、行事は「今天狗がいたらこんな感じかしらと想像」しているため、ほとんど田中の創作である。ただし、「追儺式」は実在する。
田中は単行本が出る時期と作中の季節を合わせたいと考えているため、第1巻は期間をためて発売している。描く際に、いちごは秋に植えると冬に根が張り、春に実がなるなどの時間の感覚がわからなかったため、田中自身で小さな畑を借りて、作業をしている。

## 書誌情報
- 田中相『天狗の台所』 講談社〈アフタヌーンKC〉、既刊6巻（2025年7月23日現在）
  1. 2022年9月22日発売[2][13]、ISBN 978-4-06-529151-1
  2. 2023年2月21日発売[14]、ISBN 978-4-06-530561-4
  3. 2023年9月22日発売[15]、ISBN 978-4-06-532974-0
  4. 2024年5月22日発売[16]、ISBN 978-4-06-535461-2
  5. 2024年10月22日発売[17]、ISBN 978-4-06-537538-9
  6. 2025年7月23日発売[18]、ISBN 978-4-06-540027-2

## テレビドラマ
2023年10月5日から12月7日まで、BS-TBS・BS-TBS4Kの「木曜ドラマ23」枠にて放送された。主演は駒木根葵汰。
2024年10月22日から12月24日まで、BS-TBS・BS-TBS4Kの「火曜ドラマ9」枠にて続編を放送された。

### あらすじ（テレビドラマ）
Season1
ニューヨーク育ちの少年・オンは、ある日自分が天狗の末裔であることを両親から知らされる。天狗のしきたりによって、14歳の1年間、日本にいる兄の飯綱基と隠遁生活を送ることになる。天狗の末裔といっても特別な力はなく、兄の関心は、ほとんど日々の食や素朴な生活に向けられる。やがてオンは兄と共に季節の生活を楽しむようになる。1年後、誕生日を迎えたオンは世話になった地元の人たちの前で、基と二人で隠遁収めの舞を披露し、日本を去る。
Season2
ニューヨークに戻ったオンは仕事に忙しい両親に嫌気がさし、夏休みに母親の一乃のクレジットカードで再び日本に行き、基と再会。一乃は激怒し、カードを止めたうえ、オンに帰国費用を自分で稼ぐよう命じる。

### キャスト

#### 主要人物
飯綱基（いづな もとい）
演 - 駒木根葵汰（14歳時：白鳥晴都）
オンの兄。日々の食と素朴な暮らしに関心を寄せる。天狗の末裔でも珍しい、羽が生えている。
飯綱オン（いづな おん）〈14〉
演 - 越山敬達
ニューヨーク育ちの少年。突然自分が天狗の末裔と知らされ、14歳の1年間、世俗を離れ隠遁生活を送るという天狗のしきたりを守るため、兄の基がいる日本にやってくる。クールな現代っ子で、当初は不便な田舎暮らしに不満を漏らしていた。隠遁生活が始まってから犬のむぎの言葉がわかるようになる。
愛宕有意（あたご ゆい）
演 - 塩野瑛久（14歳時：市村優汰）
基の幼なじみ。

#### 周辺人物
飯綱式子
演 - 浅茅陽子
基とオンの祖母。
エリス・ウィルソン
演 - 原田泰造
ニューヨークに住む基とオンの父。日系アメリカ人で、留学中の一乃と出会い結婚し、以来彼女の秘書として公私ともに支えている。
一乃・飯綱・ウィルソン（いちの いずな うぃるそん）
演 - 渡辺真起子
ニューヨークに住む基とオンの母。しがらみの多い日本の生活を嫌い、渡米してニューヨークの大学で学んだあと、弁護士として働いている。シーズン2ではロサンゼルスにオフィスを構えてからエリスと共に家を空けることが増えている。
愛宕連太郎
演 - 本田博太郎
有意の祖父。
比良山珠緒
演 - 村山輝星
比良山家の娘。天狗の末裔。
むぎ
演 - スピカ、声 - 角田晃広（東京03）
天狗の力のおかげでオンや基と話すことができる犬。
愛宕慈雨（あたご じう）
演 - 古屋呂敏（S2）
有意の兄。
颯真（そうま）
演 - 原田琥之佑（S2）
オンと天狗の里で出会う少年。ドラマオリジナルキャラクター。

### 製作
第1話などの撮影は真夏に大自然の中で行われた。その場面で登場する蛇やヤモリの動物は現地調達ではなく、プロダクションから来たものである。ヤモリを逃がすシーンでは誰からも何の指示もなかったため、基役の駒木根葵汰はプロダクションの動物を「本当に逃がしていいのかわからない」と考え、逃がした振りで手の中で持っていたという。
ドラマの企画が立ち上がったのは2022年の秋から冬で、単行本は2巻も出ていなかったが、プロデューサーが講談社に話を持ち込んだところ、作者の田中相を含めて検討し、「プロデューサー陣を信用してお預けします」と回答をもらった。オンの両親の人物設定は原作の田中相から背景を聞き、脚本家とプロデューサーで膨らませた。
原作ではオンの隠遁は9月から始まっているが、ドラマでは初夏から始まっており、オンの誕生日も変更されている。

### スタッフ
- 原作 - 田中相『天狗の台所』（講談社『月刊アフタヌーン』連載）
- 脚本 - 岨手由貴子、山田能龍、天野千尋、熊本浩武、ナラミハル[4]
- 監督 - 長島翔、下田彦太、林田浩川、川井隼人[4]
- 音楽 - VaVa（SUMMIT,Inc.）[4]
- 主題歌 - 折坂悠太「人人」（ORISAKAYUTA）[25]
- 選曲 - 遠藤浩二
- 特殊造型 - 百武朋
- プロデューサー
  - S1 - 鈴木早苗（BS-TBS）、守澤崇（BS-TBS）、五箇公貴（maroyaka）、向井達矢（ラインバック）
  - S2 - 五箇公貴（株式会社maroyaka）、向井達矢（ラインバック）
- 制作 - ラインバック
- 製作 - BS-TBS、maroyaka

### 放送日程

#### シーズン1
| 話数   | 放送日         | サブタイトル               | 脚本       | 監督     |
| ------ | -------------- | -------------------------- | ---------- | -------- |
| 第1話  | 2023年10月05日 | 梅とハーブ                 | 岨手由貴子 | 長島翔   |
| 第2話  | 10月12日       | 米と山女魚                 | 山田能龍   | 長島翔   |
| 第3話  | 10月19日       | かぼすと夏白菜             | 天野千尋   | 下田彦太 |
| 第4話  | 10月26日       | 枝豆とトウモロコシ         | 熊本浩武   | 川井隼人 |
| 第5話  | 11月02日       | きのこと栗                 | ナラミハル | 林田浩川 |
| 第6話  | 11月09日       | ももと里芋                 | 岨手由貴子 | 下田彦太 |
| 第7話  | 11月16日       | 豚と鶏                     | 熊本浩武   | 林田浩川 |
| 第8話  | 11月23日       | 塩鮭と春野菜               | 天野千尋   | 川井隼人 |
| 第9話  | 11月30日       | サワーチェリーとコンビーフ | 山田能龍   | 長島翔   |
| 最終話 | 12月07日       | 村の恵みとオンの野菜       | 岨手由貴子 | 長島翔   |

#### シーズン2
| 話数   | 放送日         | サブタイトル         | 脚本       | 監督       |
| ------ | -------------- | -------------------- | ---------- | ---------- |
| 第1話  | 2024年10月22日 | ブルーベリーと車海老 | 岨手由貴子 | 長島翔     |
| 第2話  | 10月29日       | 夏野菜とゴーヤ       | 山田能龍   | 下田彦太   |
| 第3話  | 11月05日       | 西瓜と鶏肉           | ナラハルミ | 下田彦太   |
| 第4話  | 11月12日       | 果実とパスタ         | 熊本浩武   | 川井隼人   |
| 第5話  | 11月19日       | 米粉と蒟蒻           | 熊本浩武   | 川井隼人   |
| 第6話  | 11月26日       | りんごとラーメン     | 岨手由貴子 | 長島翔     |
| 第7話  | 12月03日       | 油あげと肉みそ       | 天野千尋   | 畑中みゆき |
| 第8話  | 12月10日       | 落果と小麦           | 天野千尋   | 林田浩川   |
| 第9話  | 12月17日       | 梅干しと豚ロース     | 山田能龍   | 長島翔     |
| 最終話 | 12月24日       | 南瓜と無花果         | 岨手由貴子 | 長島翔     |